# Noord-Korea op de Olympische Zomerspelen 2004

De gezamenlijke vlag van Noord- en Zuid-Korea tijdens de openings- en sluitingsceremonie

Noord-Korea nam deel aan de Olympische Zomerspelen 2004 in Athene, Griekenland. Tijdens de openings- en sluitingsceremonie paradeerde het gezamenlijk met Zuid-Korea in het stadion onder een gezamenlijke vlag. Deze vlag was wit met daarop in het blauw het silhouet van de beide landen. Afgezien van deze ceremonies traden beide landen verder apart op.
Tijdens de vorige editie won het een keer zilver en drie keer brons, dit keer vier keer zilver en een keer brons

## Medailleoverzicht
| Sport         | Olympiër     | Discipline      | Medaille |
| ------------- | ------------ | --------------- | -------- |
| Boksen        | Kim Song-guk | -57kg (m)       | Zilver   |
| Gewichtheffen | Ri Song-hui  | -58kg (v)       | Zilver   |
| Judo          | Kye Sun-hui  | -57kg (v)       | Zilver   |
| Tafeltennis   | Kim Hyang-mi | enkelspel (v)   | Zilver   |
| Schietsport   | Kim Jong-su  | 50m pistool (m) | Brons    |

## Deelnemers en resultaten

### Atletiek
| Olympiër        | Discipline   | Resultaat | Prestatie      |
| --------------- | ------------ | --------- | -------------- |
| Jong Myong-chol | marathon (m) | 35e       | 2:19.47        |
|                 |              |           |                |
| Ham Bong-sil    | marathon (v) | DNF       | niet gefinisht |
| Jo Bun-hui      | 56e          | 2:55.54   |                |
| Jong Yong-ok    | 21e          | 2:37.52   |                |

### Boksen
| Olympiër     | Discipline | Resultaat | Prestatie |
| ------------ | ---------- | --------- | --- |
| Kwak Hyok-ju | -48kg (m)  | 17e       | 1ste ronde: V van IRQ Ali: 7-21 |
| Kim Song-guk | -57kg (m)  | Zilver    | 1ste ronde: vrij 2de ronde: W van GEO Kupatzdze: 25-14 kwartfinale: W van NGR Ganiyu: 32-11 halve finale: W van GER Tajbert: 29-24 finale: V van RUS Tishchenko: 17-39 |

### Gewichtheffen
| Olympiër     | Discipline | Resultaat | Prestatie                                                       |
| ------------ | ---------- | --------- | --------------------------------------------------------------- |
| Im Yong-Su   | -62kg (m)  | 17e       | trekken: 2de met 140kg stoten: geen geldige poging              |
|              |            |           |                                                                 |
| Choe Un-Sim  | -48kg (v)  | 8e        | trekken: 4de met 82,5kg stoten: 10de met 95kg totaal: 177,5kg   |
| Pak Hyon-Suk | -48kg (v)  | 6e        | trekken: 6de met 95kg stoten: 5de met 122,5kg totaal: 217,5kg   |
| Ri Song-Hui  | -48kg (v)  | Zilver    | trekken: 2de met 102,5kg stoten: 1ste met 130kg totaal: 232,5kg |

### Gymnastiek
| Olympiër                                                                   | Discipline               | Resultaat | Prestatie                                                            |
| -------------------------------------------------------------------------- | ------------------------ | --------- | -------------------------------------------------------------------- |
| Kim Hyon-Il                                                                | brug (m)                 | 35e       | kwalificatie: 35ste met 9,537 punten                                 |
| Kim Hyon-Il                                                                | paard voltige (m)        | 56e       | kwalificatie: 56ste met 9,112 punten                                 |
| Ri Jong-Song                                                               | sprong (m)               | 62e       | kwalificatie: 62ste met 9,162 punten                                 |
| Ri Jong-Song                                                               | vloer (m)                | 14e       | kwalificatie: 14de met 9,675 punten                                  |
| Kim Hyon-Il                                                                | individuele meerkamp (m) | 97e       | kwalificatie: 97ste met 18,649 punten                                |
| Ri Jong-Song                                                               | individuele meerkamp (m) | 96e       | kwalificatie: 96ste met 18,837 punten                                |
|                                                                            |                          |           |                                                                      |
| Han Jong-Ok                                                                | balk (v)                 | 78e       | kwalificatie: 78ste met 8,000 punten                                 |
| Hong Su-Jong                                                               | balk (v)                 | 73e       | kwalificatie: 73ste met 8,212 punten                                 |
| Kim Un-Jong                                                                | balk (v)                 | 70e       | kwalificatie: 70ste met 8,412 punten                                 |
| Pyon Kwang-Sun                                                             | balk (v)                 | 31e       | kwalificatie: 31ste met 9,062 punten                                 |
| Ri Hae-Yon                                                                 | balk (v)                 | 61e       | kwalificatie: 61ste met 8,600 punten                                 |
| Han Jong-Ok                                                                | brug (v)                 | 17e       | kwalificatie: 17de met 9,537 punten                                  |
| Hong Su-Jong                                                               | brug (v)                 | 48e       | kwalificatie: 48ste met 9,200 punten                                 |
| Kim Un-Jong                                                                | brug (v)                 | 23e       | kwalificatie: 23ste met 9,475 punten                                 |
| Pyon Kwang-Sun                                                             | brug (v)                 | 31e       | kwalificatie: 8ste met 9,600 punten finale: 4de met 9,600 punten     |
| Ri Hae-Yon                                                                 | brug (v)                 | 64e       | kwalificatie: 64ste met 8,862 punten                                 |
| Hong Su-Jong                                                               | sprong (v)               | 65e       | kwalificatie: 65ste met 9,075 punten                                 |
| Kim Un-Jong                                                                | sprong (v)               | 53e       | kwalificatie: 53ste met 9,125 punten                                 |
| Kang Yun-Mi                                                                | sprong (v)               | 5e        | kwalificatie: 2de met 9,637 punten finale: 5de met 9,381 punten      |
| Pyon Kwang-Sun                                                             | sprong (v)               | 42e       | kwalificatie: 42ste met 9,200 punten                                 |
| Ri Hae-Yon                                                                 | sprong (v)               | 78e       | kwalificatie: 78ste met 8,762 punten                                 |
| Hong Su-Jong                                                               | vloer (v)                | 72e       | kwalificatie: 72ste met 8,475 punten                                 |
| Kim Un-Jong                                                                | vloer (v)                | 48e       | kwalificatie: 48ste met 9,050 punten                                 |
| Kang Yun-Mi                                                                | vloer (v)                | 57e       | kwalificatie: 57ste met 8,850 punten                                 |
| Pyon Kwang-Sun                                                             | vloer (v)                | 65e       | kwalificatie: 65ste met 8,650 punten                                 |
| Ri Hae-Yon                                                                 | vloer (v)                | 60e       | kwalificatie: 60ste met 8,687 punten                                 |
| Han Jong-Ok                                                                | individuele meerkamp (v) | 81e       | kwalificatie: 91ste met 17,537 punten                                |
| Hong Su-Jong                                                               | individuele meerkamp (v) | 50e       | kwalificatie: 50ste met 34,962 punten                                |
| Kang Yun-Mi                                                                | individuele meerkamp (v) | 87e       | kwalificatie: 87ste met 18,487 punten                                |
| Kim Un-Jong                                                                | individuele meerkamp (v) | 36e       | kwalificatie: 36ste met 36,062 punten                                |
| Pyon Kwang-Sun                                                             | individuele meerkamp (v) | 17e       | kwalificatie: 23ste met 36,512 punten finale: 17de met 35,862 punten |
| Ri Hae-Yon                                                                 | individuele meerkamp (v) | 52e       | kwalificatie: 52ste met 34,911 punten                                |
| Han Jong-Ok Hong Su-Jong Kang Yun-Mi Kim Un-Jong Pyon Kwang-Sun Ri Hae-Yon | meerkamp team (v)        | 12e       | kwalificatie: 12de met 144,372 punten                                |

### Judo
| Olympiër     | Discipline | Resultaat | Prestatie |
| ------------ | ---------- | --------- | --- |
| Pak Nam-Chol | -60kg (m)  | 21e       | 1ste ronde: vrij 2de ronde: V van TUN Lounifi: ippon |
|              |            |           | |
| Ri Kyong-Ok  | -48kg (v)  | 21e       | 1ste ronde: V van TUR Sensoy: waza-ari |
| Ri Sang-Sim  | -52kg (v)  | 11e       | 1ste ronde: V van JPN Yokosawa: ippon herkansingen: W van SEN Diedhiou: yuko herkansingen 2: V van GBR Singleton: koku                                                                   |
| Kye Sun-hui  | -57kg (v)  | Zilver    | 1ste ronde: W van MLT Bezzina: ippon 2de ronde: W van RUS Yukhareva: shido kwartfinale: W van GBR Cox: ippon halve finale: W van CUB Lupetey: ippon finale: V van GER Boenisch: yuko     |
| Hong Ok-Song | -63kg (v)  | 7e        | 1ste ronde: W van ITA Scapin: yuko 2de ronde: W van RSA Moller: ippon kwartfinale: V van AUT Heill: shido herkansingen: W van USA Rousey: yuko herkansingen 2: V van CUB González: ippon |
| Kim Ryon-Mi  | -70kg (v)  | 7e        | 1ste ronde: vrij 2de ronde: W van ANG Moreira: ippon kwartfinale: V van AUS Arlove: ippon herkansingen: W van CZE Pazoutova: waza-ari herkansingen 2: V van BEL Jacques: waza-ari        |

### Schietsport
| Olympiër     | Discipline              | Resultaat | Prestatie                                                                                        |
| ------------ | ----------------------- | --------- | ------------------------------------------------------------------------------------------------ |
| Kim Hyon-Ung | 50m pistool (m)         | 18e       | kwalificatie: 18de met 553 punten (91-96-90-91-90-95)                                            |
| Kim Jong-Su  | 50m pistool (m)         | Brons     | kwalificatie: 3de met 564 punten (92-95-91-97-94-95) finale: 3de met 657,7 punten                |
| Kim Hyon-Ung | 25m snelvuurpistool (m) | 16e       | kwalificatie: 16de met 572 punten (282-290)                                                      |
| Kim Hyon-Ung | 10m luchtpistool (m)    | 6e        | kwalificatie: 4de met 583 punten (96-98-96-99-96-98) finale: 6de met 682,0 punten                |
| Kim Jong-Su  | 10m luchtpistool (m)    | 8e        | kwalificatie: 8ste met 582 punten (96-98-96-97-97-98) finale: 8ste met 681,2 punten              |
|              |                         |           |                                                                                                  |
| Ri Hyon-Ok   | skeet (v)               | 7e        | kwalificatie: 7de met 68 punten (24-22-22) shoot-off: 2de met 1 punt shoot-off 2: 2de met 1 punt |

### Schoonspringen
| Olympiër       | Discipline    | Resultaat | Prestatie                                                              |
| -------------- | ------------- | --------- | ---------------------------------------------------------------------- |
| Choe Hyong-Gil | 10m toren (m) | 15e       | voorronde: 16de met 419,58 punten halve finale: 15de met 600,36 punten |
| Pak Yong-Ryong | 10m toren (m) | 17e       | voorronde: 17de met 414,33 punten halve finale: 17de met 596,01 punten |
|                |               |           |                                                                        |
| Jon Hyon-Ju    | 10m toren (v) | 22e       | voorronde: 22ste met 272,01 punten                                     |
| Kim Kyong-Ju   | 10m toren (v) | 25e       | voorronde: 25ste met 263,52 punten                                     |

### Tafeltennis
| Olympiër                  | Discipline     | Resultaat | Prestatie |
| ------------------------- | -------------- | --------- | --- |
| O Il                      | enkelspel (m)  | 33e       | 1ste ronde: W van COD Luyindula: 4-0 (11-8, 11-8, 11-4, 11-7) 2de ronde: V van HKG Leung: 1-4 (3-11, 9-11, 13-11, 4-11, 8-11) |
|                           |                |           | |
| Kim Hyang-mi              | enkelspel (v)  | Zilver    | 1ste ronde: vrij 2de ronde: W van HUN Fazekas: 4-1 (11-7, 11-8, 9-11, 11-8, 11-8) 3de ronde: W van ROU Şteff: 4-2 (7-11, 11-8, 11-7, 11-7, 6-11, 11-9) 4de ronde: W van CHN Niu: 4-0 (11-8, 11-9, 11-9, 11-4) kwartfinale: W van SIN Zhang: 4-2 (11-7, 11-4, 9-11, 11-9, 8-11, 12-10) halve finale: W van SIN Li: 4-3 (8-11, 11-6, 0-11, 8-11, 11-8, 11-6, 11-9) finale: V van CHN Zhang: 0-4 (8-11, 7-11, 2-11, 2-11) |
| Kim Hyon-hui              | enkelspel (v)  | 9e        | 1ste ronde: vrij 2de ronde: vrij 3de ronde: W van SIN Jing: 4-2 (7-11, 11-8, 6-11, 11-5, 11-4, 11-9) 4de ronde: V van CHN Tie: 1-4 (6-11, 7-11, 4-11, 11-8, 8-11) |
| Kim Yun-mi                | enkelspel (v)  | 17e       | 1ste ronde: vrij 2de ronde: W van NGR Offiong: 4-1 (11-8, 11-6, 9-11, 12-10, 11-8) 3de ronde: V van CHN Wang: 2-4 (6-11, 15-13, 11-8, 2-11, 5-11, 9-11) |
| Kim Hyon-hui Kim Hyang-mi | dubbelspel (v) | 5e        | 1ste ronde: vrij 2de ronde: vrij 3de ronde: vrij 4de ronde: W van NZL Li/Li: 4-2 (11-8, 11-13, 11-6, 11-13, 11-5, 11-4) kwartfinale: V van KOR Lee/Seok: 2-4 (10-12, 11-4, 9-11, 8-11, 11-9, 7-11) |

### Worstelen
| Olympiër    | Discipline  | Resultaat   | Prestatie                                                                            |
| Vrije stijl | Vrije stijl | Vrije stijl | Vrije stijl                                                                          |
| ----------- | ----------- | ----------- | ------------------------------------------------------------------------------------ |
| O Song-Nam  | -55kg (m)   | 8e          | groep 7: 2de V van GRE Karnatanov: 3-4 W van TUR Dogan: 5-0 W van ARM Berberyan: 3-1 |

Afghanistan · Albanië · Algerije · Amerikaanse Maagdeneilanden · Amerikaans-Samoa · Andorra · Angola · Antigua en Barbuda · Argentinië · Armenië · Aruba · Australië · Azerbeidzjan · Bahama's · Bahrein · Bangladesh · Barbados · België · Belize · Benin · Bermuda · Bhutan · Bolivia · Bosnië en Herzegovina · Botswana · Brazilië · Britse Maagdeneilanden · Brunei · Bulgarije · Burkina Faso · Burundi · Cambodja · Canada · Centraal-Afrikaanse Republiek · Chili · China · Chinees Taipei · Colombia · Comoren · Congo-Brazzaville · Congo-Kinshasa · Cookeilanden · Costa Rica · Cuba · Cyprus · Denemarken · Djibouti · Dominica · Dominicaanse Republiek · Duitsland · Ecuador · Egypte · El Salvador · Equatoriaal-Guinea · Eritrea · Estland · Ethiopië · Fiji · Filipijnen · Finland · Frankrijk · Gabon · Gambia · Georgië · Ghana · Grenada · Griekenland · Groot-Brittannië · Guam · Guatemala · Guinee · Guinee‑Bissau · Guyana · Haïti · Honduras · Hongarije · Hongkong · Ierland · IJsland · India · Indonesië · Irak · Iran · Israël · Italië · Ivoorkust · Jamaica · Japan · Jemen · Jordanië · Kaaimaneilanden · Kaapverdië · Kameroen · Kazachstan · Kenia · Kirgizië · Kiribati · Koeweit · Kroatië · Laos · Lesotho · Letland · Libanon · Liberia · Libië · Liechtenstein · Litouwen · Luxemburg · Macedonië · Madagaskar · Malawi · Malediven · Maleisië · Mali · Malta · Marokko · Mauritanië · Mauritius · Mexico · Micronesië · Moldavië · Monaco · Mongolië · Mozambique · Myanmar · Namibië · Nauru · Nederland · Nederlandse Antillen · Nepal · Nicaragua · Nieuw-Zeeland · Niger · Nigeria · Noord-Korea · Noorwegen · Oeganda · Oekraïne · Oezbekistan · Oman · Oostenrijk · Oost‑Timor · Pakistan · Palau · Palestina · Panama · Papoea-Nieuw-Guinea · Paraguay · Peru · Polen · Portugal · Puerto Rico · Qatar · Roemenië · Rusland · Rwanda · Saint Kitts en Nevis · Saint Lucia · Saint Vincent en Grenadines · Salomonseilanden · Samoa · San Marino · Sao Tomé en Principe · Saoedi-Arabië · Senegal · Servië en Montenegro · Seychellen · Sierra Leone · Singapore · Slovenië · Slowakije · Soedan · Somalië · Spanje · Sri Lanka · Suriname · Swaziland · Syrië · Tadzjikistan · Tanzania · Thailand · Togo · Tonga · Trinidad en Tobago · Tsjaad · Tsjechië · Tunesië · Turkije · Turkmenistan · Uruguay · Vanuatu · Venezuela · Verenigde Arabische Emiraten · Verenigde Staten · Vietnam · Wit-Rusland · Zambia · Zimbabwe · Zuid-Afrika · Zuid-Korea · Zweden · Zwitserland